# Бузинов, Михаил Михайлович
Михаил Михайлович Бузинов (2 февраля 1904, станица Прохладная (ныне город Прохладный, Кабардино-Балкария) — 16 августа 1983, Москва) — советский изобретатель вращающейся буровой установки (ВБУ) для прямолинейного наклонного бурения нефтяных скважин, кандидат технических наук.
Учился в Грозненском нефтяном институте (горнонефтяной факультет) с 1924 по 1930 год. Освоил специальность «Инженер горнонефтяного дела».

## Начало работы в нефтяной промышленности
1925—1932 годы — работа на нефтепромыслах Грознефти (начинал буровым рабочим) и строительстве нефтепровода Грозный-Туапсе.
1932—1934 годы — инженер по бурению в Тресте Туркменнефти.

## Строительство Московского Метрополитена
1934—1937 годы — работа в Московском Метрострое на строительстве первой и второй очереди Московского Метрополитена.
Работая инженером-производителем буровых работ, М. М. Бузинов впервые столкнулся с проблемой бурения наклонных скважин в сложных условиях для входов метро на станциях «Красные Ворота» и «Кировские Ворота» (ныне «Чистые Пруды»). Здесь он сделал и внедрил своё первое изобретение: способ бурения наклонных скважин без обсадки трубами стенок скважины при помощи специальной глинизации и герметичного плавающего «фонаря», не дающего скважине искривляться. Впервые новый метод был применён при строительстве станции метро «Площадь Маяковского» (ныне «Маяковская»). Эта разработка сразу продемонстрировала свою эффективность: по сравнению с используемыми ранее способами (с обсадкой двумя-тремя колоннами стен скважины), она позволила добиться высочайшей точности бурения (искривления скважины на глубине 52 м в пределах 10-40 см), снизить стоимость работ примерно в 3 раза, уменьшить трудоёмкость в 1,5 раза, что повлекло существенное ускорение рабочего процесса. После получения подобных результатов Бузинов М. М. назначается начальником буровых работ. Под его руководством разработанным им методом были пробурены наклонные скважины при строительстве ещё нескольких «глубоких» станций метро второй очереди: «Динамо», «Площадь Революции», «Площадь Свердлова» (ныне «Театральная»), «Курская» Арбатско-Покровской линии.

## Возвращение в нефтяную промышленность
Принимая во внимание успехи, достигнутые при бурении наклонных скважин в Метрострое, в январе 1938 г. Бузинов М. М. был направлен в Закавказье с целью внедрения своих наработок в нефтедобывающей отрасли. Работая в АзИНМАШе и Грознефти он занимался изысканиями в области бурения прямонаклонных нефтедобывающих скважин. Для этого им разрабатывалась наклонная буровая вышка.

## Взгляд из США
На разработки русского специалиста обратили внимание за границей. В американском издании «Oil & Gas Journal» (сентябрь 1940 г.) отмечалось, что метод прямолинейного наклонного бурения инженера Бузинова имеет преимущества по сравнению с технологиями, применяемыми в США. В тот же период некий гражданин Соединённых Штатов обращался к Бузинову М. М. с предложением обеспечить его нелегальный выезд из СССР и переезд в США, чтобы он уже там продолжил изыскания на эту тему, но получил отказ.

## Вращающаяся буровая установка — практические испытания
Хоть Вторая Мировая война и затормозила работы, но, тем не менее, в конце 1940-х годов по проекту инженера Бузинова была создана Вращающаяся буровая установка (ВБУ).
В 1949 г. на Старых промыслах Грознефти с помощью разработанной Бузиновым вышки была пробурена первая прямолинейная наклонная скважина (№ 3/50) со следующими параметрами: глубина 1900 м, смещение 914 м. В 1952 г. — вторая (№ 7/50, глубина 2275 м, смещение 1420 м). Согласно отзыву ГрозНИИ обе скважины пробурены успешно.
Установка могла изменять угол наклона от 0 до 45 град. и вращаться вокруг нижнего поворотного шарнира опорной мачты, позволяя бурить с одного основания до 25-30 радиально расположенных прямолинейных скважин. По сравнению с традиционными способами бурения наклонно-направленных скважин (когда скважина от поверхности начинает буриться вертикально вниз, а затем набирает угол наклона для приведения к заданной траектории) применение новой установки давало ряд преимуществ:
- возможность добиться большего смещения забоя (почти в 2 раза);
- отпадала необходимость проведения специфических работ для осуществления профилирования ствола с участками набора и спада кривизны;
- на 5—8 % снижалась потребность в трубах, материалах и коммуникациях за счёт выпрямления траектории скважины;
- исключались работы по демонтажу-монтажу установки перед началом бурения новой скважины одного куста.

## Практическое применение ВБУ
В 1953 г., по итогам успешных испытаний ВБУ, Бузинов М. М. был направлен в «Гипронефтемаш» для доработки и широкого внедрения своего изобретения. Работая там, помог, используя имеющийся опыт, «Подземгазу» в бурении прямонаклонных скважин при разработке угольных пластов.
В нефтедобывающей же отрасли СССР широкого применения разработанная инженером Бузиновым установка так и не получила. Руководство «Гипронефтемаша» по непонятным причинам проект «заморозило». Возможно, это стало следствием внутриведомственной борьбы. Показателен следующий факт: руководство «Гипронефтемаша» отказалось откомандировать Бузинова М. М. в «Гипротюменнефтегаз», который неоднократно направлял соответствующие запросы, с целью применения его наработок по «кустовому бурению» в условиях Тюменской области.
В 1958 г. макет буровой установки Бузинова М. М. демонстрировался на международной выставке в Брюсселе. Примечательно, что самого изобретателя представлять собственное детище за границей не отпустили.
В течение многих лет Бузинов М. М. занимался перепиской с чиновниками разных уровней с целью «реанимировать» проект, в частности, обращая внимание на необходимость защитить изобретение международными патентами. Однако, ушёл на пенсию в 1964 г., так и не добившись успеха.
В то же время, подобная буровая установка была запатентована в США 14 мая 1957 г. (патент 2792198, автор L. A. Braun) и в дальнейшем там применялась.

## Авторские свидетельстваМ. М. Бузинова
- Фонарь для бурения наклонных скважин: авторское свидетельство № 51162, опубликовано 30 июня 1937 г., заявлено 29 января 1936 г. за № 185629
- Элеватор для наклонного бурения: авторское свидетельство № 63752, опубликовано 30 июня 1944 г., заявлено 19 декабря 1940 г. в Наркомнефть За № 39062 (303871)
- Устройство для наклонного бурения скважин с наклонных вышек: авторское свидетельство № 73656, опубликовано 31 августа 1949 г., заявлено 25 августа 1940 г. в Народный комиссариат нефтяной промышленности СССР за № 35109 (302892)
- Отклонитель для бурения горизонтальных скважин (в соавторстве с Бузиновым Г. М.): авторское свидетельство № 73487, опубликовано 31 января 1949 г., заявлено 06 апреля 1945 г. в Народный комиссариат нефтяной промышленности СССР за № 398 (337725).
- Способ регулирования кривизны скважины при турбинном и роторном бурении: авторское свидетельство № 110612, заявлено 15 декабря 1953 г. за № 2087/576048 в Министерство нефтяной промышленности СССР.
- Буровая установка для кустового бурения скважин с индивидуальных морских оснований: авторское свидетельство № 111593, заявлено 24 ноября 1954 г. за № 3042/575226 в Министерство нефтяной промышленности СССР.

### Опубликованные работы М. М. Бузинова
- «Бурение наклонной скважины с наклонной вышки», Гостехиздат, 1951 г., 48 стр., с илл.
- «Регулировка кривизны новыми отклонителями при бурении наклонных скважин забойными двигателями», Нефтяное хозяйство, 1958 г., июнь, стр. 19 — 22.
- «Бурение наклонных скважин на нефть и газ с наклонной вышки», Москва: ГосИНТИ, 1960 г., 67 стр., 1 л. табл., с илл.

### Информация и упоминания в специализированных изданиях
- «Разведка недр», Госгеолтехиздат, январь 1935 г., стр. 23.
- «Социалистическая реконструкция и наука», выпуск второй, Изд-во НКТП СССР, 1936 г., стр. 92.
- «Oil & Gas Journal», США, сентябрь 1940 г., стр. 280.
- «Нефтяная промышленность СССР» (недоступная ссылка), Государственное научно-техническое издательство нефтяной и горно-топливной литературы, 1958 г., стр. 112—113.
- «Нефтяное хозяйство», январь 1993 г., стр. 201.
- «Бурение и Нефть», декабрь 2011 г., стр. 67—68.